# Maharishi Mahesh Yogi
Maharishi Mahesh Yogi (hindi : महर्षि महेश योगी) (12 janvier 1917 à Jabalpur, Inde - 5 février 2008 à Vlodrop, Pays-Bas), né Mahesh Prasad Varma ou Mahesh Srivastava, selon les sources, est un maître spirituel indien fondateur du mouvement de Méditation transcendantale.
Il est principalement connu du grand public pour son lien avec les Beatles (il fut qualifié de « gourou des Beatles ») et d'autres célébrités occidentales comme certains membres des Doors, Stevie Wonder, Donovan, Jane Fonda, David Lynch, Clint Eastwood, Shirley MacLaine, Martin Scorsese, George Lucas, Hugh Jackman, Gwyneth Paltrow, Oprah Winfrey, Moby, Sheryl Crow, Liv Tyler, Mia Farrow, etc.
Au sommet de sa popularité au sein de la contreculture américaine de l'époque, en octobre 1975, il apparaît en couverture de  Time Magazine et comme invité de diverses émissions de télévision américaines populaires, comme The Tonight Show, Larry King Live ou encore celle de Merv Griffin. La popularité de la méditation dans le grand public, à partir des années 1960, lui est fréquemment attribuée,,.

## Titres
Les expressions Maharishi, Mahesh et Yogi sont des titres honorifiques issus de l'hindouisme :
- Maharishi : de Maha (grand) et Rishi (« Voyant », dans le sens d'Homme de Connaissance[11])
- Mahesh : contraction de Maha (grand) et isha, (seigneur)[12], l'un des noms de Shiva
- Yogi : celui qui a atteint l'Union (sous-entendu avec le Divin)[13].

## Biographie
Le véritable nom et la date de naissance de Maharishi ne sont pas connus avec certitude. Cela est dû en partie à la tradition hindoue qui veut que les moines renoncent à leurs relations familiales. On sait cependant par recoupements qu'il étudie la physique à l'université d'Allahabad (inscrit sous le nom de M.C. Srivastava) et qu'il en sort diplômé en 1941.

### Parcours
Peu après avoir obtenu sa licence de physique à l'université de Allahabad, et à la recherche d'un maître spirituel, le futur Maharishi entre au service du Shankaracharya de Jyotir Math, Swami Brahmananda Saraswati, qu'il connaît déjà depuis quelques années et que ses élèves appellent affectueusement Guru Dev. Désireux de le servir et de suivre ses enseignements, il devient à la fois son secrétaire et son disciple. Guru Dev lui donne alors son nom de « moine », Bal Brahmachari Mahesh, et le garde auprès de lui jusqu'à sa mort en 1953.
Bien que proche disciple de Guru Dev, Bal Brahmachari Mahesh ne peut devenir le successeur d'un Shankaracharya car il n'appartient pas à la caste des brahmanes mais il a reçu de son maître la mission de voyager autour du monde et d'enseigner la méditation au plus grand nombre.

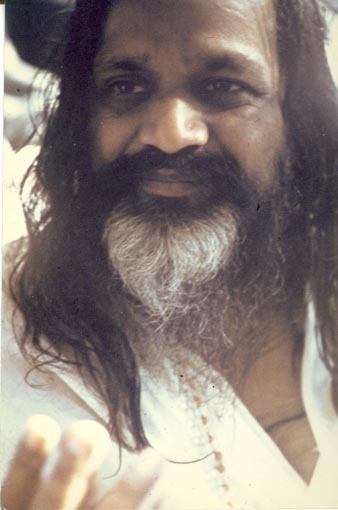
Maharishi Mahesh Yogi à Poona, Inde (1973).

En 1955, après une retraite silencieuse de deux ans dans une forêt de la Vallée des Saints de l'Uttarkashi, il voyage à travers l'Inde et commence à enseigner la Méditation transcendantale (la MT). C'est à cette époque également que les Pandits de la tradition védique lui attribuent le titre de Maharishi.
À Madras, le 1er janvier 1958, il crée le Mouvement de Régénération Spirituelle – qui deviendra en 1959 le Mouvement de Méditation Transcendantale – afin d'apporter « à chacun, partout dans le monde, l'expérience de la pure conscience au moyen de la technique simple, naturelle et aisée de la Méditation transcendantale » et entame sa première tournée mondiale, créant des dizaines de centres de méditation dans toute l'Asie du Sud-Est, aux États-Unis (1959) et dans pratiquement tous les pays d'Europe (1960).
En avril 1961, il donne son premier cours de formation de professeurs à Rishikesh (Inde) avec des participants de différentes nationalités et repart pour une série de tournées mondiales. Il en effectuera une quinzaine au cours des années suivantes.
Il aurait par la suite formé des milliers de professeurs à travers le monde pour enseigner la MT qui aurait été apprise par 1 à 6 millions de personnes selon les sources,.
En 1990, après 18 années à Seelisberg, en Suisse, Maharishi s'installe à Vlodrop dans un ancien monastère de la Province de Limbourg aux Pays-Bas.

### Décès
Le 11 janvier 2008, selon les informations de son mouvement, il annonce se retirer de ses activités et entre en « silence spirituel » (appelé traditionnellement Mauna yoga) jusqu'à sa mort trois semaines plus tard, le 5 février.
Des milliers de personnes sont présentes à sa crémation à Allahabad le 11 février, à la jonction du Gange et de la Yamuna et les cendres dispersées plus tard à Triveni Sangam ,.

À cette occasion, les différents médias internationaux ainsi que les témoignages émanant de personnalités diverses reflètent une fois de plus des opinions bien tranchées : The Economist écrit sous le titre « Maharishi Mahesh Yogi, gourou et capitaine d'industrie, est décédé le 5 février, (probablement) âgé de 91 ans » : 

« Original ? Cinglé ? Charlatan ? Peut-être les trois. Mais le Maharishi était généralement inoffensif. Il n'a pas utilisé son argent à des fins malveillantes. Il ne buvait pas, ne fumait pas ni ne prenait de drogues. En fait, on lui attribue le mérite d'avoir sevré les Beatles de la drogue (pour un temps, du moins). Il n'a pas collectionné des dizaines de Rolls Royce comme Bhagwan Shri Rajneesh, sa plus grosse faiblesse a été un hélicoptère. On ne l'a jamais accusé d'avoir maltraité des enfants ; son plus gros dérapage sexuel, à ce qu'on dit, a été de faire des avances à Mia Farrow. »

Le même jour, le New York Times décrit le Maharishi comme « un entrepreneur, un moine et un homme spirituel à la recherche d'une tribune mondiale d'où il pouvait vanter les joies du bonheur intérieur. »
Selon George Chryssides, « Maharishi avait tendance à mettre l'accent sur les aspects positifs de l'humanité, en se concentrant sur le bien qui existe en chacun de nous. »

#### Postérité

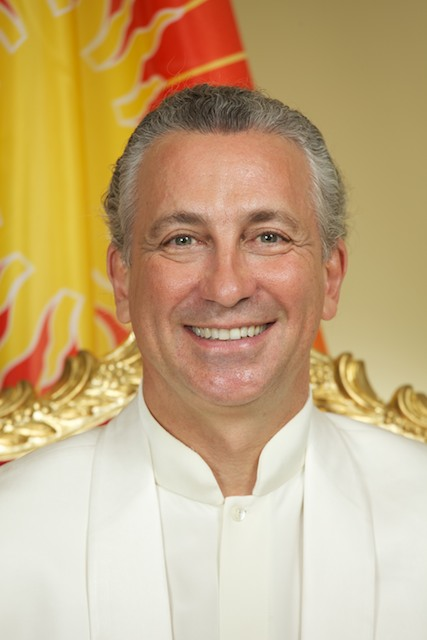
Dr Tony Nader.

Il avait désigné le Dr Tony Nader (en) le 7 octobre 2000, comme son successeur à la tête du mouvement.

## Héritage
Maharishi laisse en héritage le renouveau de l'antique tradition de la méditation indienne, qu'il rendit accessible à tous partout dans le monde,. Il proposa l'existence d'un quatrième état de conscience — la conscience transcendantale — distinct des trois états de conscience classiques que sont la veille, le sommeil et le rêve,,.
Il soutint l'idée d'effets physiologiques de la MT et des états de conscience dits supérieurs, considérés comme appartenant au domaine du mysticisme. Plus de 700 études scientifiques exécutées dans des centaines d'universités dans le monde, ont confirmé les bienfaits de la Méditation Transcendentale sur la santé, la psychologie et la société. MEDLINE, le database de recherche medicale le plus réputé du monde, énumère 370 références scientifiques concernant les effets de la Méditation Trancendantale sur la santé. Ce nombre est plus élevé que le nombre de références concernant des médicaments couramment prescrits en médicine.
C'est en partie pour cette raison que le magazine Newsweek le crédita d'avoir aidé à créer « un domaine des neurosciences à la fois neuf et essentiel »,. Selon le Times of India, sa « contribution unique et durable à l'humanité était sa profonde compréhension du mécanisme et de l'expérience de la pure conscience », concept qui reste à définir.

## Enseignement

### Message principal
À partir de 1955, le projet déclaré de Maharishi est 

« [d'] ouvrir les portes de l’illumination à chaque individu et amener l’invincibilité, la paix, la prospérité et le bonheur, et l’absence de négativité et de souffrance à tous les pays. »

En 1972, son plan était d'ouvrir 3 600 centres dans le monde pour diffuser la pratique de sa méditation.
L'enseignement, au départ fondé sur la seule technique de méditation transcendantale, s'est diversifié par la suite au point d'intégrer toutes sortes de pratiques de santé, de programmes politiques, de thèses scientifiques et de projet d'éducation. Selon certains auteurs universitaires, Maharishi Mahesh Yogi est un des quelques gurus indiens qui a contribué à la création d'un néo-hindouisme en Occident,, L'auteur Meera Nanda décrit le néo-hindouisme comme « cette sorte d'hindouisme qui a été enseigné par Maharishi Mahesh Yogi, Deepak Chopra et leurs clones ». Pour l'auteur Michael York, Maharishi a été le promoteur le plus clair des notions de masse critique ou de transition de phase, telles qu'elles sont comprises par le New Age, avec l'effet 1 % (aussi baptisé effet Maharishi) qui, selon lui, était le seuil à partir duquel un changement radical pouvait se produire dans la société (dans ce cas, avec 1 % de personnes pratiquant la MT dans un même lieu).

### La «science védique»

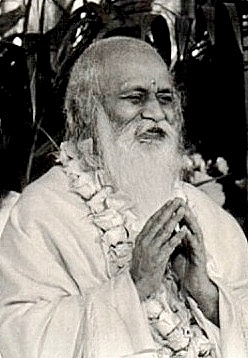
Maharishi en 1990 à Maastricht, Pays-Bas.

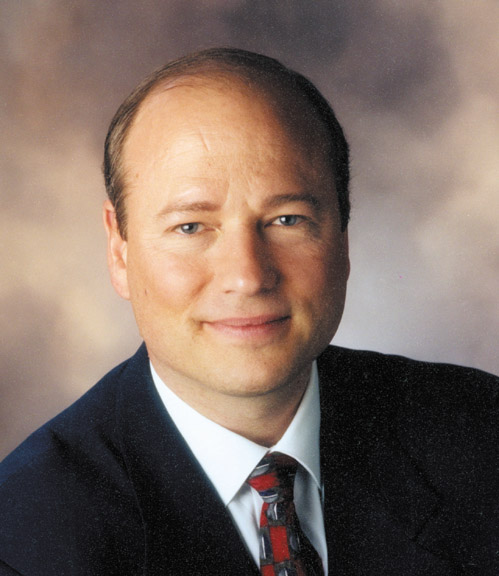
John Hagelin.

Maharishi a fait des Védas la pierre angulaire de son mouvement. Il en fait la promotion sous l'appellation « Science védique de l’Inde » à laquelle il dit avoir intégré les découvertes les plus récentes de la science moderne. L'alternance science védique, science moderne est au cœur de ses discours. Au fil des années, il ajoute ainsi à la MT la promotion de l’Ayurvéda (pratique traditionnelle de santé en Inde) qu'il dénomme Maharishi Ayurveda (en), de l’architecture ou Maharishi Sthapatya Veda, de la musique védique ou Gandharva Véda, de l'astrologie védique, de l’agriculture biologique védique. Il a rédigé un système d'éducation « fondé sur la conscience » (utilisé comme synonyme de Soi), des théories et stratégies de gestion, de défense et d’administration, et un programme qui aurait le pouvoir d'éradiquer la pauvreté, ainsi qu'une nouvelle monnaie, le Raam,,.
En 1969, il crée le cours de « Science de l'Intelligence créatrice » à l'université Stanford. En 1973, ce cours a même été soutenu officiellement par l'État de l'Illinois aux États-Unis.
Toujours dans le cadre de la « science », telle qu'il la conçoit, Maharishi a développé avec le physicien John Hagelin un parallèle entre la théorie des supercordes et un hypothétique champ unifié de la conscience (L'hypothèse de l'existence d'un « champ unifié » avait déjà été évoquée dès le XIXe siècle, mais jamais vérifiée, par notamment Michael Faraday, Hans Christian Ørsted, James Clerk Maxwell et finalement Albert Einstein), un champ transcendantal que la pratique de la Méditation transcendantale permettrait « d'expérimenter ». Théorie très critiquée par des pairs de Hagelin,,,,.

### Éducation

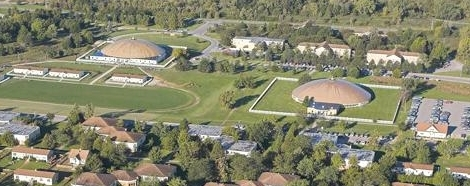
Vue aérienne de Maharishi University of Management, Fairfield, Iowa, États-Unis.

Maharishi a créé une université, des écoles et des collèges dans plusieurs pays :
- université Maharishi de Management, Fairfield (Iowa, États-Unis) ;
- école Maharishi de l’âge de l’Illumination à Fairfield (Iowa, États-Unis) ;
- école Maharishi de l’âge de l’Illumination du Lancashire (Angleterre) ;
- école Maharishi Vidya Mandir de Chennai (Inde) ;
- plusieurs écoles à Alexandra (Afrique du Sud).

## Gourou de nombreuses personnalités

### Les Beatles
Les Beatles rencontrent Maharishi pour la première fois à l'issue d'une conférence donnée par ce dernier à l'Hôtel Hilton de Park Lane à Londres, le 24 août 1967. Au cours de leur entrevue qui dure une heure et demie, Maharishi les invite à un séminaire de dix jours qu'il va donner à Bangor, au Pays de Galles. Deux jours plus tard, les Beatles s'y rendent et y rejoignent entre autres Mick Jagger et Marianne Faithfull. Ils apprennent à pratiquer la Méditation transcendantale et ont prévu de participer au programme dans son entièreté, mais leur séjour est interrompu par la mort de leur manager, Brian Epstein.
Ils restent néanmoins en contact avec Maharishi et, sur sa proposition, prennent des dispositions pour aller le rejoindre dans son ashram de Rishikesh situé dans la Vallée des Saints de l'Himalaya afin d'y suivre un cours de trois mois qui débutera fin janvier 1968 pour se terminer le 25 avril de la même année, John Lennon ayant été déçu par l'attitude du Gourou. En repartant, il compose la chanson accusatrice Sexy Sadie où il dit que le Maharishi « s'est foutu de tout le monde ».

### Deepak Chopra
Avant de lancer sa propre carrière, Deepak Chopra, baptisé « gourou de la santé alternative » par New York Magazine en 1995, a été un assistant de premier plan de Maharishi Mahesh Yogi jusqu'à leur séparation en 1994. Selon l'auteur Paul Ryan « Il n'y avait pas de place sur la montagne pour deux gourous. Chopra s'intéressait à explorer les relations possibles avec la communauté New Age, mais les règles du mouvement de MT étaient très strictes et interdisaient de mélanger l'Ayurveda de Maharishi avec d'autres méthodes. »,. Chopra revient sur leur rupture après sa mort pour donner son point de vue sur ses causes : « En juillet 1993, pendant la célébration de Guru Purnima, je suis allé rencontrer Maharishi dans ses appartements privés pour lui exprimer mon respect. [...] Maharishi me dit : « Des gens me disent que tu es en compétition avec moi. Je veux que tu arrêtes de voyager et que tu vives ici à l'ashram avec moi ». Il voulait aussi que j'arrête d'écrire des livres et, après ce qui ressemblait à un ultimatum, je devais donner ma réponse en 24 h. [...] J'avais une famille avec des enfants à l'école, une femme qui ne souhaitait pas vivre une vie d'ashram et aucun moyen en vue de soutien si je cessais de produire des livres et de donner des conférences. J'ai dit à Maharishi que je n'avais pas besoin de 24 h pour prendre ma décision et que j'allais partir et ne pas revenir. [...] Quand nous sommes arrivés à Lincoln, Massachusetts, le téléphone sonnait. Un Maharishi contrit et indulgent était en ligne. Il me dit: « Tu es mon fils, tu hériteras de tout ce que j'ai créé. Reviens et tout sera à toi ». J'ai répondu que je ne souhaitais pas ce qu'il m'offrait. J'ai adoré la connaissance du Vedanta et je voulais me consacrer à cela. À la fin de la conversation, cependant, j'ai concédé que j'y penserai ». [...] Le 12 janvier 1994, je retournai à Vlodrop et déclarai à Maharishi que je partais définitivement. [...] Au moment de partir, il me dit : « Ton choix, quel qu'il soit, sera la bonne décision. Je t'aimerai mais je serai dorénavant indifférent à ton égard ». Après le départ de Chopra, le mouvement de Méditation transcendantale a demandé à ses membres qu'ils l'ignorent désormais, ne prennent plus contact avec lui et ne fassent plus sa promotion afin de « conserver la pureté de l'enseignement » ; Chopra de son côté exprime volontiers publiquement son respect à son ancien maître comme au moment de sa mort lorsqu'il publie sur son site : « Maharishi, le gourou de qui j'ai tout appris, a pris son "Mahasamadhi" (méditation de départ) dans la soirée du 5 février 2008 ».

### David Lynch

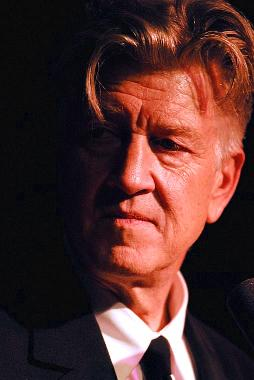
David Lynch en 2007.

Parmi les nombreuses personnalités avec lesquelles Maharishi Mahesh Yogi a été en contact, le cinéaste David Lynch est une des figures les plus notables. Lynch aurait commencé la pratique de la Méditation transcendantale en 1975 à Los Angeles. Il évoque dans son livre Catching the Big Fish, ce que cette technique aurait apporté à son processus créatif. En 2005, il crée la « Fondation David Lynch pour la paix mondiale et une éducation fondée sur la conscience » dont l'objectif est de promouvoir la technique afin de créer la paix dans le monde.
Il assiste à la crémation de Maharishi Mahesh Yogi en Inde en 2008. En 2009, il se rend une nouvelle fois en Inde pour effectuer des interviews de personnes ayant côtoyé Maharishi dans le but de réaliser un documentaire biographique,.

### Larry King
En 2002, Maharishi est l'invité de l'émission de CNN, Larry King Live à la suite de la réédition de son livre « La science de l'être et l'art de vivre ».

## Controverses

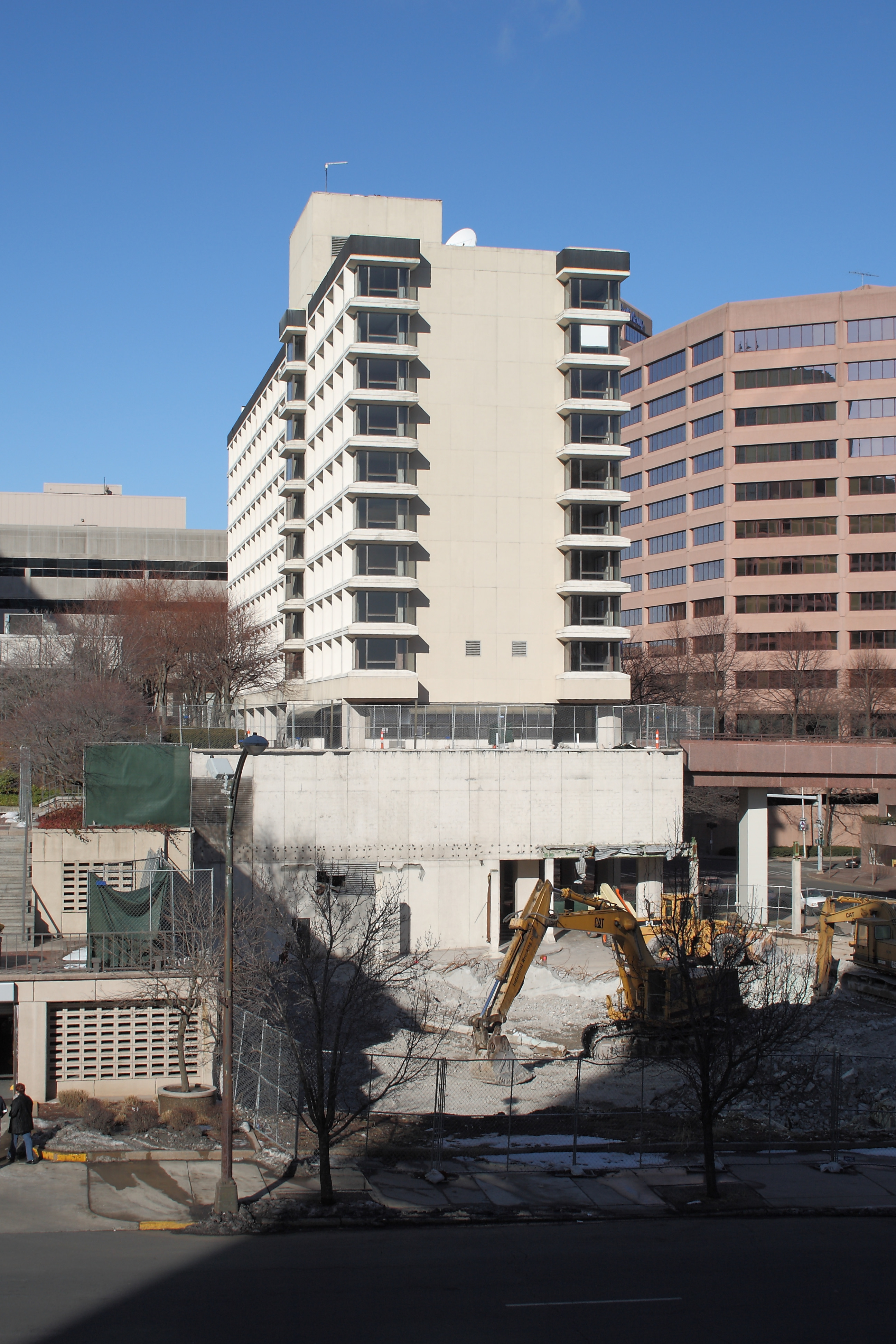
L'hôtel Clarion à Hartford dans le Connecticut, acquisition du mouvement de Méditation transcendantale dans les années 1990 et revendu en 2011 à un promoteur immobilier new-yorkais.

Selon The Times, Maharishi commença à susciter la critique lorsqu'il s'associa avec des célébrités ainsi que pour son goût du luxe, par exemple en roulant en Rolls-Royce, bien que selon certains auteurs, il y ait eu confusion avec Osho.
Selon certains médias[Lesquels ?], les revenus du mouvement de Maharishi Mahesh Yogi sont estimés entre 2 et 5 milliards de dollars. Le patrimoine immobilier, à lui seul, est estimé en 2003 entre 3,6 et 5 milliards de dollars comprenant aux États-Unis une douzaine d'hôtels et des terrains inoccupés. La fortune personnelle de Maharishi s'élèverait à plus d'un milliard de dollars. En 2008, son revenu personnel estimé par The Times se serait chiffré à 6 millions de livres sterling.

Dans sa biographie The Story of the Maharishi, William Jefferson considère que l'aspect financier du mouvement est la plus grande controverse, en particulier, le coût très élevé de l'apprentissage de la MT depuis les années 1990 : il coûte en France jusqu'à 1 200 € (jusqu'à 1 350 $ au Canada et a coûté jusqu'à 2 500 $ aux États-Unis). Selon lui la gestion de l'argent était différente des autres mouvements. Quand Maharishi était interrogé à ce sujet, il répondait : 

« Bien que mon message concerne un accomplissement sans rapport avec l'économie, on ne peut pas négliger l'importance économique du mouvement. Si les initiations (à la MT) avaient été gratuites, nous n'aurions pas pu donner d'expansion au mouvement dans le monde. »

Dans une interview du Times, Maharishi déclare n'avoir aucun intérêt dans la richesse : « Tout va au soutien des centres, pas pour moi. Je ne possède rien » ; pourtant la fortune personnelle de Maharishi, comme déjà signalé, s'élevait à plus d'un milliard de dollars.
Dans David et les yogis volants, un documentaire de 2010 de David Sieveking diffusé en France sur Arte, l'interview d'un ancien donateur du mouvement évoque d'énormes gaspillages d'argent.
En 1994, un projet de parc d'attraction au Canada, appelé Vedaland (un « Disneyland pour les pratiquants de la MT »), qui devait coûter 1,5 milliard de dollars, a également englouti d'énormes sommes d'argent sans jamais être terminé. Un autre devait voir le jour en Floride également et n'a jamais été réalisé non plus.

### Liens externes

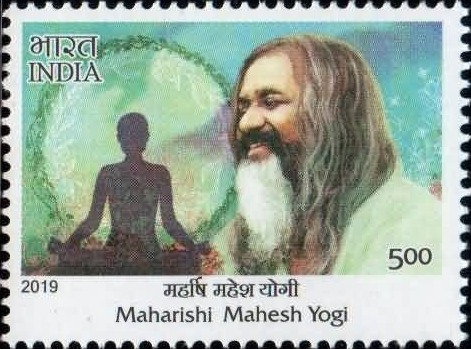
Timbre commémoratif indien (2019)

## Publications
- La Bhagavad Gita : nouvelle traduction commentée, chapitres 1 à 6, Editions de l'Age de l'Illumination, 1981, 590 p. (lire en ligne)
- La Science de l'Etre et l'Art de Vivre, la Méditation Transcendantale, Favre, 2012 (ISBN 978-2-8289-0985-7 et 2828909859)
- De la joie intérieure à la santé planétaire, Altess, septembre 1991, 79 p. (ISBN 978-2-905219-35-0 et 2905219351)
- (en) Love and God, Maharishi University Press, 1973, 54 p.
- (en) Maharishi Forum of Natural Law and National Law for Doctors : Perfect Health for Everyone Disease-Free Society, Maharishi`s Publications, 1995, 480 p. (ISBN 978-81-7523-003-3 et 8175230037)
- (en) Maharishi University of Management : Wholeness on the Move, Maharishi`s Publications, 1995, 352 p. (ISBN 978-81-7523-001-9 et 8175230010)
- (en) Maharishi`s Absolute Theory of Defence : Sovereignty in Invincibility, Maharishi`s Publications, 1995, 668 p. (ISBN 978-81-7523-000-2 et 8175230002)
- (en) Maharishi`s Absolute Theory of Government : Automation in Administration, Maharishi`s Publications, 1995, 565 p. (ISBN 978-81-7523-002-6 et 8175230029)
- (en) Inaugurating Maharishi Vedic University, Maharishi`s Publications, 1996, 258 p. (ISBN 978-81-7523-006-4 et 8175230061)
- (en) Maharishi Speaks to Educators (4 Vols), Maharishi`s Publications, 1996, 902 p. (ISBN 978-81-7523-008-8 et 8175230088)
- (en) Maharishi Speaks to Students (4 Vols), Maharishi`s Publications, 1997, 978 p. (ISBN 978-81-7523-012-5 et 8175230126)
- (en) Celebrating Perfection In Education : Dawn of Total Knowledge, Maharishi`s Publications, 1997, 196 p. (ISBN 978-81-7523-013-2 et 8175230134)
- (en) Celebrating Perfection in Administration : The Lighthouse of Peace on Earth, Maharishi`s Publications, 1998, 418 p. (ISBN 978-81-7523-015-6 et 8175230150)
- (en) Constitution of India : Fulfilled Through Maharishi`s Transcendental Meditation, Maharishi`s Publications, 1999, 370 p. (ISBN 978-81-7523-004-0 et 8175230045)
- (en) Ideal India : The Lighthouse of Peace on Earth, Maharishi`s Publications, 2001, 536 p. (ISBN 978-90-806005-1-5 et 9080600512)
- (en) Maharishi, Deepak Chopra, Gilles Farcet et Alain-René Gélineau, The Maharishi : The Biography of the Man Who Gave Transcendental Meditation to the World, Element Books Ltd, 27 octobre 1994, 310 p. (ISBN 978-1-85230-571-0 et 1852305711)